# 費爾維尤鎮區 (密蘇里州考德威爾縣)
費爾維尤鎮區（英語：Fairview Township）是位於美國密蘇里州考德威爾縣的一個行政鎮區。

## 地方資料
費爾維尤鎮區的面積為92.93平方千米，當中陸地面積為92.88平方千米，而水域面積為0.05平方千米。根據2020年美國人口普查的數據，當地共有人口161人，而人口密度為每平方千米1.73人。